# Labuão
Labuão (em malaio: Labuan) é a principal ilha do Território Federal de Labuão, na Malásia. Labuão é conhecida como centro financeiro offshore e como destino turístico para mergulhadores e para o país vizinho de Brunei. O nome Labuão deriva da palavra Malaia labuhan que significa "ancoradouro".